# Minh Hoằng Tử Dung

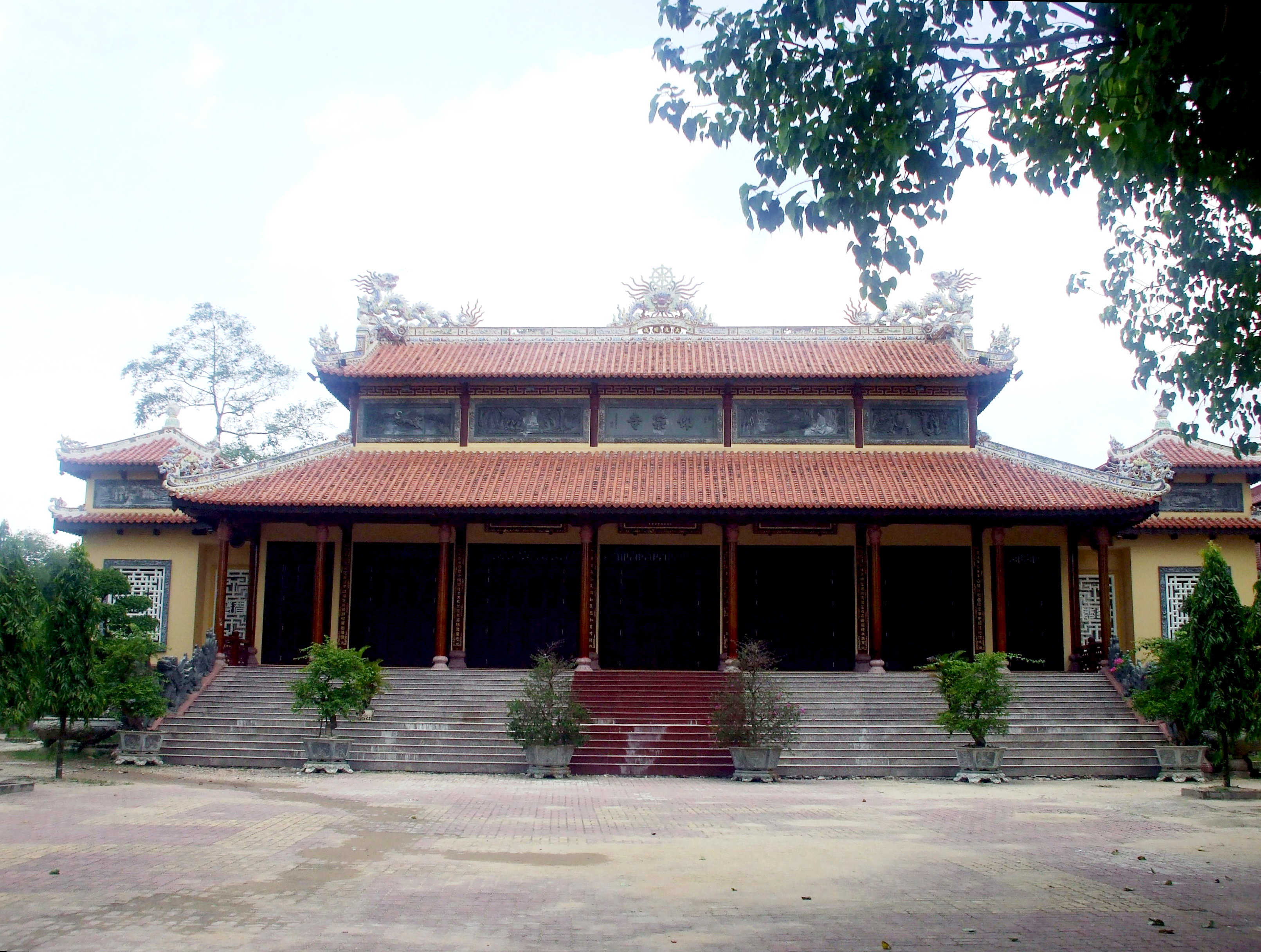
Chùa Từ Đàm ngày nay

Minh Hoằng Tử Dung (? - ?) là một cao tăng người Trung Quốc, thuộc phái Lâm Tế đời thứ 34, nhưng sang Việt Nam truyền đạo vào khoảng nửa cuối thế kỷ 17. Đối với Phật giáo ở Huế nói riêng, và Phật giáo xứ Đàng Trong nói chung, Thiền sư Tử Dung (gọi tắt) có một vị trí thật đặc biệt. Bởi xét kỹ, thì đây chính là vị sơ Tổ của Thiền phái Liễu Quán ở Việt Nam .

## Thân thế và đạo nghiệp
Không biết năm sinh và tên thật của Thiền sư Tử Dung, chỉ biết sư là người tỉnh Quảng Đông (Trung Quốc) theo Thiền sư Nguyên Thiều sang Đại Việt (Việt Nam ngày nay) để truyền đạo Phật (phái Lâm Tế).
Theo tài liệu, thì sư Nguyên Thiều theo thuyền buôn sang Đàng Trong (thuộc Đại Việt) vào năm Đinh Tỵ (1677). Năm 1682, Thiền sư Hương Hải của thiền phái Trúc Lâm dẫn theo khoảng 50 đệ tử bỏ Đàng Trong ra Đàng Ngoài. Ở Thuận Hóa (Huế) vì thế thiếu tăng sĩ, nên chúa Nguyễn Phúc Tần cho người mời sư Nguyên Thiều từ Quy Ninh (Quy Nhơn) ra Thuận Hóa. Trong khoảng năm 1687-1690, sư Nguyên Thiều được chúa Nguyễn Phúc Trăn cử về Trung Quốc để thỉnh thêm tăng sĩ, kinh Phật giáo, Phật tượng, pháp khí sang Đàng Trong . Vậy có thể Thiền sư Tử Dung là một trong số tăng sĩ ấy, hoặc là đến sớm hơn.
Khoảng năm 1690, Thiền sư Tử Dung lập am tu bằng tre lá trên núi Hoàng Long ở Thuận Hóa. Sau đó, am tu được biến cải thành chùa và có tên là chùa Ấn Tôn (hay Tông, tức chùa Từ Đàm ngày nay), với ý nghĩa là "lấy sự truyền tâm làm tông chỉ".
Năm 1702, nghe tiếng Thiền sư Tử Dung là người dạy pháp Thiền Thoại Đầu của tông Lâm Tế, nhà sư Liễu Quán (về sau trở thành Tổ của Thiền phái Liễu Quán) đã tìm đến chùa Ấn Tôn để xin tham học với sư . Trong số các vị đệ tử đắc pháp với Sư, sư Liễu Quán là người được sư yêu mến nhất. Tuy vậy, vị sư này đã không thay thế Thiền sư Tử Dung tại chùa Ấn Tôn sau khi sư tịch, mà lại khai sơn ở một chùa khác, đó là chùa Thiền Tôn (hay Thuyền Tôn).
Năm 1703, Thiền sư Tử Dung cho trùng tu chùa. Cũng trong năm này, chúa Nguyễn Phúc Chu ban cho chùa tấm biển Sắc Tứ Ấn Tôn Tự.
Chưa biết thiền sư Tử Dung tịch vào năm nào, chỉ biết là vào ngày 16 tháng 11 (âm lịch) và phải sau năm 1712. Vì trong năm này, sư Liễu Quán còn gặp sư ở Quảng Nam, và trình lên sư bài kệ "Dục Phật" (Tắm Phật).
Trong số học trò giỏi của thiền sư Tử Dung, ngoài sư Liễu Quán, còn có: Thực Vinh (hay Thiệt Vinh - Bửu Hạnh), Sát Ngữ, Ðạo Trung và Thanh Dũng. Theo lời phó chúc của Sư, Thiền sư Thực Vinh được làm trụ trì chùa Ấn Tông (tức Từ Đàm) sau khi sư viên tịch..

## Sau khi viên tịch
Sau khi Thiền sư Tử Dung viên tịch tại chùa Ấn Tông, đồ chúng lập tháp thờ trong vườn chùa. Năm Thành Thái thứ 9 (1897), nhà vua cho mở đường lên đàn Nam Giao. Vì đường này đi xuyên qua khuôn viên chùa Từ Đàm (tức Ấn Tông), nên vua ban lệnh cho Trụ trì là Thiền sư Thanh Hiệp - Tường Vân dời 5 bảo tháp chứa di cốt của chư Tổ (trong đó có tháp của Thiền sư Tử Dung) sang khuôn viên chùa Báo Quốc ở gần đó. Bia tháp hiện nay của Thiền sư Tử Dung chỉ đơn giản là "Truyền Lâm Tế Chánh tông, đệ tam thập tứ thế, thượng Tử hạ Dung, Húy Minh Hoằng Đại lão Hòa thượng chi tháp" .